# Jerome Berson
Jerome Abraham Berson (* 10. Mai 1924 in Sanford, Florida; † 13. Januar 2017) war ein US-amerikanischer Chemiker. Er war Professor an der Yale University.

## Werdegang
Jerome Berson studierte am City College of New York mit dem Bachelor-Abschluss 1944 sowie an der Columbia University mit dem Master-Abschluss 1947 und der Promotion bei William von Eggers Doering 1949. Als Post-Doktorand war er von 1949 bis 1950 an der Harvard University. Danach war er Assistant Professor und später Professor an der University of Southern California, ab 1963 Professor an der University of Wisconsin und ab 1969 Professor an der Yale University (Sterling Professor). Dort war er von 1983 bis 1990 Dekan für Physical Science and Engineering und stand von 1971 bis 1974 der Chemiefakultät vor.
Er war unter anderem Gastprofessor am Caltech (Sherman Fairchild Professor 1974/75), in Karlsruhe, Köln (1965), der University of Western Ontario, in Lausanne und an der UCLA. Neben organischer Chemie (Synthese und Theorie, Mechanismen organischer Reaktionen) befasste er sich auch mit Philosophie und Geschichte der Chemie.

## Ehrungen und Auszeichnungen
Berson erhielt die William H. Nichols Medal, den James Flack Norris Award, den Roger Adams Award in Organischer Chemie und den Arthur C. Cope Scholar Award. Er war Mitglied der National Academy of Sciences, der Royal Society of Chemistry und der American Academy of Arts and Sciences. 1957 wurde er Sloan Research Fellow. 1980 erhielt er den Humboldt-Forschungspreis.

## Schriften
- Chemical Discovery and the Logicians’ Program: A Problematic Pairing, Wiley-VCH, 2003
- Chemical Creativity: Ideas from the Work of Woodward, Meerwein, and Hückel, Wiley-VCH, 1999
- Chemistry program of the air force office of scientific research, Ft. Belvoir Defense Technical Information Center, 1967
- Nitrogen analogs of sesquifulvalene, 	Pasadena : Jet Propulsion Laboratory, California Institute of Technology, 1965